# روبرت هرمان
روبرت هرمان (بالإنجليزية: Robert Hermann)‏ هو فيزيائي ورياضياتي أمريكي، ولد في 28 أبريل 1931 في بروكلين في الولايات المتحدة.